# Andrea Felber
Andrea Felber (Bruck an der Mur, 18 novembre 1981) è un'ex sciatrice alpina austriaca.

## Biografia
Originaria di Steinhaus di Spital am Semmering e attiva in gare FIS dal novembre del 1996, la Felber esordì in Coppa Europa il 18 dicembre 1997 ad Altenmarkt-Zauchensee in discesa libera (55ª) e il 16 dicembre 2000 disputò la sua unica gara in Coppa del Mondo, a Sankt Moritz nella medesima specialità (50ª). In Coppa Europa conquistò due podi, il 2º posto nel supergigante di Sella Nevea dell'11 novembre 2002 e il 3º posto nel supergigante di Bardonecchia del 2 febbraio 2004, e prese per l'ultima volta il via il 18 marzo 2006 ad Altenmarkt-Zauchensee nella medesima specialità (19ª); si ritirò al termine di quella stessa stagione 2005-2006 e la sua ultima gara fu uno slalom gigante FIS disputato il 5 aprile a Lutsen, chiuso dalla Felber al 6º posto. In carriera non prese parte a rassegne olimpiche o iridate.

## Palmarès

### Coppa Europa
- Miglior piazzamento in classifica generale: 16ª nel 2002
- 2 podi:
  - 1 secondo posto
  - 1 terzo posto

### Campionati austriaci
- 3 medaglie:
  - 1 argento (discesa libera nel 2001)
  - 2 bronzi (discesa libera, supergigante nel 2002)